# جورج اس. هیوستون
جورج اس. هیوستون (به انگلیسی: George S. Houston) سناتور سابق عضو حزب دموکرات ایالات متحده آمریکا بود. وی در سال ۱۸۷۹ میلادی سناتور ایالت آلاباما در سنای ایالات متحده آمریکا بود.